# Manggarai Oriental
Manggarai Oriental es uno de los ocho kabupaten o distritos en que está dividida la isla de Flores, provincia de Nusa Tenggara Oriental, Indonesia. Su capital es Borong. 
Manggarai Oriental tiene una extensión de 2.502,24 km² y en el año 2010 tenía una población de 252.754 habitantes.
- Datos: Q14137
- Multimedia: East Manggarai Regency / Q14137